# Max-Planck-Institut für extraterrestrische Physik
Das Max-Planck-Institut für extraterrestrische Physik (oft MPE abgekürzt) wurde 1963 als Teilinstitut des Max-Planck-Instituts für Physik und Astrophysik in München gegründet (Gründungsdirektor Reimar Lüst). 1991 wurde es zu einem selbstständigen Institut. Es befasst sich vor allem mit satellitengestützten astronomischen Beobachtungen von Infrarot-, Röntgen- und Gammastrahlung, sowie mit komplementären erdgebundenen Beobachtungen und Experimenten im Labor. Es ist ein Institut der Max-Planck-Gesellschaft und befindet sich in Garching bei München in unmittelbarer Nachbarschaft des Max-Planck-Instituts für Astrophysik und der Europäischen Südsternwarte (ESO), mit denen enge Kooperationen bestehen.

## Die Geschichte des Instituts
Das Max-Planck-Institut für extraterrestrische Physik (MPE) ist aus der von Reimar Lüst am 23. Oktober 1961 geschaffenen Abteilung für extraterrestrische Physik am Max-Planck-Institut für Physik und Astrophysik hervorgegangen. Diese Abteilung wurde am 15. Mai 1963 durch Beschluss des Senats der Max-Planck-Gesellschaft in ein Teilinstitut des MPIs für Physik und Astrophysik umgewandelt und Lüst wurde zum Direktor des Instituts berufen. Das MPE ist der experimentellen und theoretischen Erforschung des Raumes außerhalb der Erde und astrophysikalischer Phänomene gewidmet. Seit den Anfängen hat es sich mit der Aufnahme vielversprechender Forschungsfelder und Berufung neuer Mitglieder stetig weiterentwickelt.
In den ersten Jahren stand die Untersuchung von extraterrestrischen Plasmen und der Magnetosphäre der Erde im Zentrum der wissenschaftlichen Arbeiten. Dazu dienten in-situ Messungen von Teilchen und elektromagnetischen Feldern sowie eine speziell entwickelte Ionenwolkentechnik mit Höhenforschungsraketen.
Als Forschungsschwerpunkt entwickelten sich in der Folgezeit die astrophysikalischen Beobachtungen im Infrarot-, Röntgen- und Gamma-Bereich, bei denen wegen der atmosphärischen Absorption keine Bodenbeobachtungen möglich sind. Als Träger für die Experimente wurden Raketen (über 100) und Höhenballone (über 50) eingesetzt. Seit den 1990er Jahren haben sich Satelliten wegen ihres günstigen Verhältnisses von Beobachtungszeit zu Kosten als Trägerplattform durchgesetzt. Allerdings werden auch bodengebundene Teleskope und hochfliegende Beobachtungsflugzeuge zur Datengewinnung genützt, vor allem in nah-infraroten und optischen Bereich.
Die derzeitigen Direktoren und ihre Arbeitsbereiche sind (Stand 2023):
- Ralf Bender, Extragalaktische Astronomie, Optische und Interpretative Astronomie, Physik des erdnahen Weltraums
- Reinhard Genzel, Infrarot- und Submillimeter-Astronomie (Nobelpreis für Physik 2020[3])
- Frank Eisenhauer, Infrarot- und Submillimeter-Astronomie[4]
- Paola Caselli, Astrochemie, galaktische und extragalaktische Sterne und Planeten, molekulare Astrophysik und Astrobiologie
- Kirpal Nandra, Röntgen- und Gammastrahlen-Astronomie

## Wichtige Daten in der Geschichte des MPE
- 1961: Gründung der Arbeitsgruppe Lüst am MPI für Physik und Astrophysik
- 1963: Gründung des MPE als Teilinstitut des MPI für Physik und Astrophysik mit Direktor Reimar Lüst
- 1969: Klaus Pinkau wird Direktor am Institut (Kosmische Strahlen und Gammaastronomie)
- 1972: Gerhard Haerendel wird Direktor am Institut (Weltraum-Plasmaphysik)
- 1972: Reimar Lüst wird beurlaubt und Präsident der MPG
- 1975: Joachim Trümper wird wissenschaftliches Mitglied und Direktor am MPE (Röntgenastronomie)
- 1985: Gregor Morfill wird wissenschaftliches Mitglied und Direktor am MPE (Theorie)
- 1986: Reinhard Genzel wird wissenschaftliches Mitglied und Direktor am MPE (Infrarotastronomie)
- 1990: Joachim Trümper gründet gemeinsam mit dem MPI für Physik (MPP) das vom MPE und MPP betriebene Halbleiterlabor (seit 2012 Weiterführung durch die Max-Planck Gesellschaft)
- 2000: In einer Zusammenarbeit von MPE und der University of California, Berkeley wird von R. Genzel das UCB-MPG Center for International Exchange in Astrophysics and Space Science gegründet.
- 2001: Eröffnung der International Max Planck Research School on Astrophysics (IMPRS) durch MPE, MPA, ESO, MPP und die Münchner Universitäten
- 2001: Günther Hasinger wird wissenschaftliches Mitglied und Direktor am MPE (Röntgenastronomie)
- 2002: Ralf Bender wird wissenschaftliches Mitglied und Direktor am MPE (Optische und Interpretative Astronomie)
- 2010: Kirpal Nandra wird wissenschaftliches Mitglied und Direktor am MPE (Hochenergie-Astrophysik)
- 2014: Paola Caselli wird wissenschaftliches Mitglied und Direktorin am MPE (Zentrum für Astrochemische Studien)
- 2020: Nobelpreis für Physik für Reinhard Genzel zu seinen Forschungen am Schwarzen Loch im Zentrum unserer Milchstraße (Sagittarius A*)
- 2023: Frank Eisenhauer wird wissenschaftliches Mitglied und Direktor am MPE (Infrarotastronomie)

Quelle: Max-Planck-Institut für extraterrestrische Physik

## Wissenschaftliche Erfolge
- Die Erforschung der Ionosphäre und der Magnetosphäre durch Ionenwolken (1963–1985)
- Die erste Karte der galaktischen Gammastrahlung (> 70MeV) gemessen mit dem Satelliten COS-B (1978)
- Die Messung des Magnetfeldes des Neutronensterns Her-X1 mit Hilfe der Gyrolinie (Ballonexperimente 1978)
- Der experimentelle Nachweis des Rekonnexionsprozesses (1979)
- Der künstliche Komet (AMPTE 1984/85)
- Numerische Simulation einer stoßfreien Stoßwelle (1990)
- Die erste Karte des Röntgenhimmels aufgenommen mit dem abbildenden Röntgenteleskop des Satelliten ROSAT (1993)
- Erste Gamma-Himmelskarten im Bereich zwischen 1 und 30 MeV, gemessen durch das richtungsauflösende Compton-Teleskop COMPTEL auf dem Satelliten GRO (1994/1995)
- Das Plasma-Kristall Experiment und seine Fortsetzungen auf der internationalen Raumstation (1996–2013)
- Die Messung der Element- und Isotopenzusammensetzung des Sonnenwinds durch das CELIAS Experiment auf dem Satelliten SOHO (1996)
- Erster Nachweis von Röntgenemission von Kometen und Planeten (1996, 2001)
- Bestimmung der Energiequellen ultraleuchtkräftiger Infrarotgalaxien mit dem Satelliten ISO (1998)
- Nachweis von Gamma-Linienemission (44Ti) in Supernovaüberresten (1998)
- Tiefe Aufnahmen des extragalaktischen Röntgenhimmels mit ROSAT, XMM und Chandra und Auflösung des Röntgenhintergrunds in einzelne Quellen (seit 1998)
- Bestätigung der Existenz eines supermassereichen schwarzen Lochs im Zentrum der Galaxis (2002)
- Nachweis eines doppelten aktiven Galaxienkerns im Röntgenlicht (2003)
- Rekonstruktion der Entstehungsgeschichte der Sterne in elliptischen Galaxien (2005)
- Sternscheiben in Rotation um das schwarze Loch in der Andromedagalaxie (2005)
- Bestimmung des Gasgehalts normaler Galaxien im frühen Universum (seit 2010)
- Auflösung des kosmischen Infrarothintergrunds in einzelne Galaxien mit Herschel (2011)
- Erste vollständige Himmelsdurchmusterung durch Röntgenteleskop eROSITA (2020)

## Projekte
Das MPE ist an zahlreichen nationalen und internationalen Kooperationen beteiligt. Ein kurzer Überblick über die jüngsten Projekte:
- Für das im Juli 2023 gestartete Weltraumteleskop EUCLID, von dem sich die Wissenschaft neue Erkenntnisse zur Dunklen Materie und Dunkler Energie erhofft, steuerte das Institut das Optiksystem NISP bei.
- Das GRAVITY-Instrument ermöglicht es, die vier 8-Meter-Teleskope am Very Large Telescope (VLT) in Chile mittels Interferometrie zu einem virtuellen Teleskop mit einem Durchmesser von 130 Metern zusammenzuschalten. Aktuell wird das Nachfolgeprojekt GRAVITY+ entwickelt, das dank eines neuen Systems der adaptiven Optik, Laserleitsternen und erweitertem Gesichtsfeld eine noch schärfere Auflösung erreichen soll. Eine erste Konzeptstudie wurde im Sommer 2021 vorgestellt und 2022 die Konstruktion beschlossen.[7] Mitte Juni 2022 war mit GRAVITY WIDE eine erste Stufe im Gravity+-Prozess erreicht,[8] bis 2027 soll ein Grism-Update erfolgen.[9]
- Für das 39-Meter European Extremely Large Telescope (E-ELT), das in der chilenischen Atacama-Wüste entsteht und bis 2027 fertiggestellt sein soll, entwickelt das MPE das First-Light-Instrument MICADO (Multi-AO Imaging Camera for Deep Observations).
- Die Infrarot-Kamera ERIS (Enhanced Resolution Imager and Spectrograph) ersetzt am VLT die bisherigen Instrumente NACO und SINFONI.[10] Sie wurde für erste Tests („Erstes Licht“) im Jahr 2022 eingesetzt.[11] ERIS wurde zusammen mit der ESO von einem Konsortium entworfen und gebaut, zu dem das INAF Osservatorio Astrofisico di Arcetri in Italien und das UK Astronomy Technology Centre, die ETH Zürich und NOVA aus den Niederlanden gehören.[12] Es wird erwartet, dass ERIS für zehn Jahre in Betrieb ist.
- Mit eROSITA (extended ROentgen Survey with an Imaging Telescope Array), dem Hauptinstrument des im Juli 2019 von Baikonur aus gestarteten russischen Röntgen-Gamma-Satelliten Spektr-RG, gelang die erste vollständige Himmelsdurchmusterung im Röntgenbereich.

## International Max Planck Research School (IMPRS)
Das MPI ist an der International Max Planck Research School for Astrophysics beteiligt, die in Garching angesiedelt ist. Weitere Partner sind das Max-Planck-Institut für Astrophysik, die Sternwarte der LMU München und die Europäische Südsternwarte. Eine IMPRS ist ein englischsprachiges Doktorandenprogramm, das eine strukturierte Promotion erlaubt. Sprecher der IMPRS ist Paola Caselli.